# 星埜惇
星埜 惇（ほしの あつし、1928年4月21日 - ）は、日本の農学者、歴史学者、政治学者。

## 経歴
広島県出身。原爆投下翌日に救護活動に入った広島で被爆。1951年東京大学農学部農業経済学科卒、1961年「日本農業発展の論理」で農学博士。1951年福島大学経済学部助手、1954年講師、1956年助教授、1966年教授、1980~1982年経済学部長、1987年行政社会学部教授、1992~1995年学長。名誉教授、東日本国際大学教授。福島県原爆被害者協議会代表。

## 著書
- 『日本農業構造の分析』未来社 1955年
- 『日本農業発展の論理』未来社 1960年
- 『社会構成体移行論序説』未来社 1969年
- 『国家移行論の展開』未来社 1980年
- 『日本戦後国家の段階と性格』未来社 1988年

共編
- 『地域再構成の展望』河相一成共編 中央法規出版 1991年

## 論文
- <星埜惇